# Amiternum
Amiternum est le nom d'une cité romaine, située dans les Abruzzes et fondée par la tribu des Sabins. Ses ruines se trouvent à 9 km de L'Aquila, sur le territoire de la frazione (hameau) de San Vittorino. Son nom provient du fleuve Aterno.
C'était la patrie de Salluste.

## Principaux sites archéologiques
Les vestiges de l'Amiternum sont divers et bien conservés, situés à San Vittorino, un hameau de la commune de L'Aquila. Parmi les plus importants figurent l'amphithéâtre avec la domus des gladiateurs à proximité, le théâtre romain de l'époque augustéenne et une villa de la fin de l'époque impériale, avec des mosaïques et des fresques. Une partie urbaine de la Via Caecilia et les restes des thermes et d'un aqueduc datant également de l'époque d'Auguste sont également visibles. Cependant, les vestiges de la cathédrale paléochrétienne de Santa Maria ad civitatem sont actuellement en cours de fouilles.
- L'Amphithéâtre romain d'Amiternum
- Le Théâtre romain d'Amiternum

## Galerie

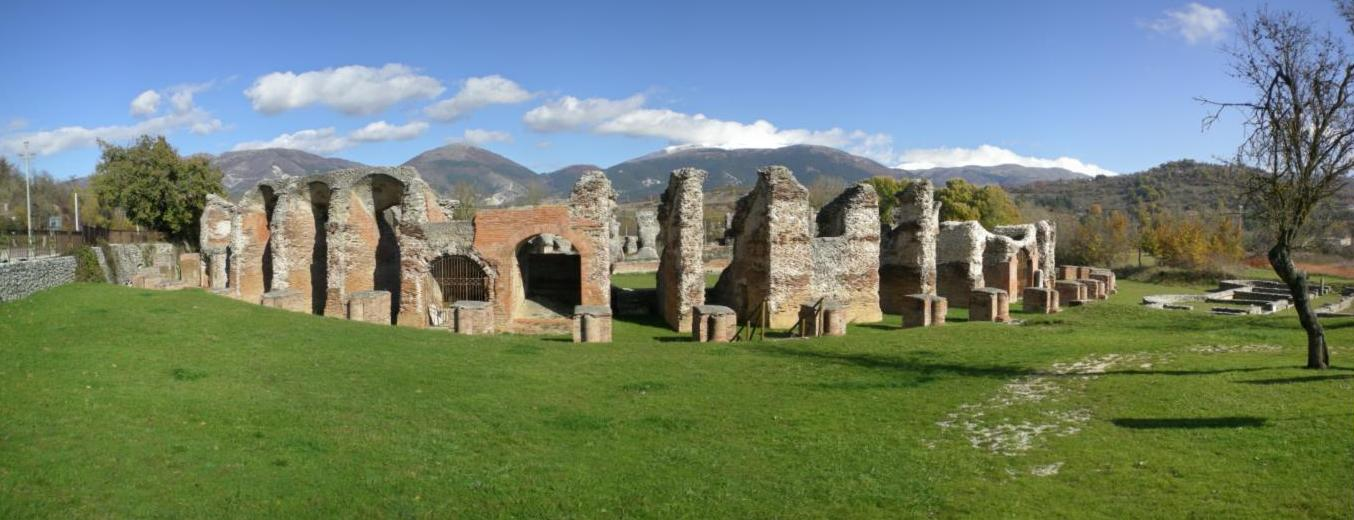
Amphithéâtre d'Amiternum.
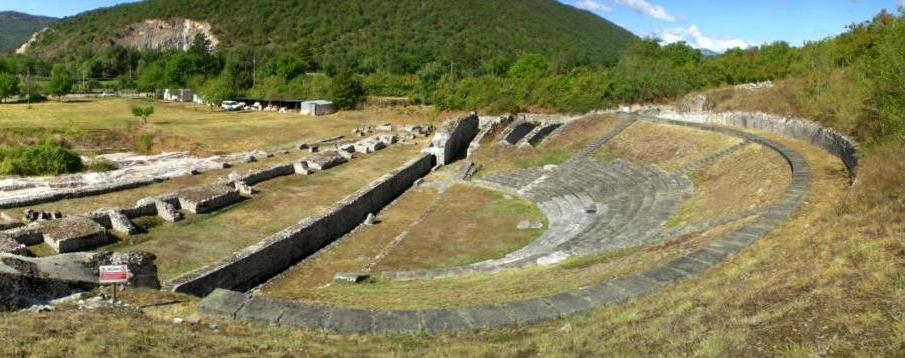
Théâtre d'Amiternum.